# 舍瓦讷 (科多尔省)
舍瓦讷（法語：Chevannes，法語發音：[ʃəvan] ⓘ）是法国科多尔省的一个市镇，属于第戎区。

## 地理
舍瓦讷（47°9'30"N, 4°50'53"E）面积6.29 平方千米，位于法国勃艮第-弗朗什-孔泰大區科多尔省，该省份为法国中东部省份，北起奥布省，西接涅夫勒省和约讷省，南至索恩-卢瓦尔省，东南接汝拉省，东临上索恩省，东北部与上马恩省接壤。
与舍瓦讷接壤的市镇（或旧市镇、城区）包括：科隆日莱贝维、阿尔瑟南、代坦和布吕昂、梅桑日、默耶。

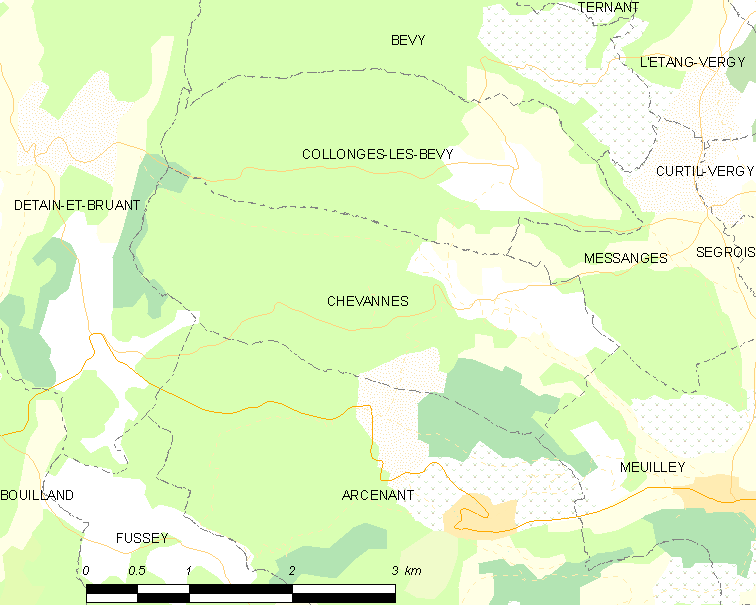
的OSM定位图

舍瓦讷的时区为UTC+01:00、UTC+02:00（夏令时）。

## 行政
舍瓦讷的邮政编码为21220，INSEE市镇编码为21169。

## 政治
舍瓦讷所属的省级选区为隆维县。

## 人口

1962-2008年间人口变化图示

舍瓦讷于2022年1月1日时的人口数量为169人。